# 1500-as évek
Évszázadok: 15. század · 16. század · 17. század
Évtizedek: 1450-es évek · 1460-as évek · 1470-es évek · 1480-as évek · 1490-es évek · 1500-as évek · 1510-es évek · 1520-as évek · 1530-as évek · 1540-es évek · 1550-es évek
Évek: 1500 · 1501 · 1502 · 1503 · 1504 · 1505 · 1506 · 1507 · 1508 · 1509

## A világ vezetői
- II. Ulászló magyar király (Magyar Királyság)  (1490–1516† ) (Cseh király 1471–1516)
  - Perényi Imre (kormányzó, nádor) (1504–1519† )

## Születések
- 1504 körül – Sylvester János humanista tudós, bibliafordító.